# Pilherodius pileatus

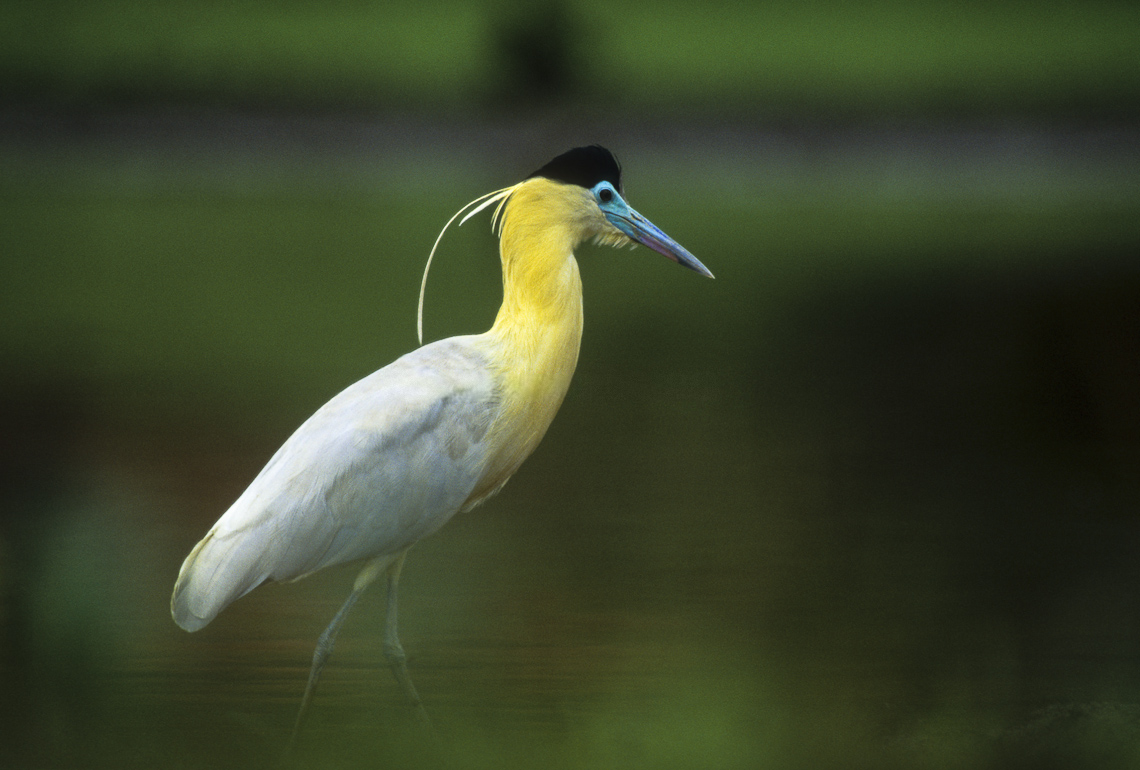
Garza pileada en el Pantanal, Brasil

La garza pileada, garza capirotada o garcilla peinada (Pilherodius pileatus) es una especie de ave pelecaniforme de la familia Ardeidae. Es endémica del neotrópico y habita en las selvas amazónicas desde el centro de Panamá hasta el sur de Brasil. Es la única especie perteneciente al género Pilherodius y una de las menos conocidas de la familia Ardeidae. Es superficialmente parecida al grupo de las garzas nocturnas, pero esta es diurma o crepuscular.

## Descripción
Es una especie inconfundible al ser la única garza con pico y cara de color azul y una corona negra. El vientre, el pecho y el cuello son de color blanco amarillento o crema claro. El plumaje de las alas y la espalda es de color blanco. Entre cuatro y cinco plumas blancas se extieden de su corona hacia atrás, lo que le ha dado a la especie el nombre de garza peinada. No existe mayor dimorfismo sexual en cuanto a coloración. La longitud corporal de un adulto varía entre 510 y 590 mm. Su cuerda máxima varía entre 263 y 280 mm, su cola entre 95 y 103 mm, su pico desde la base entre 76 y 93 mm, y el tarso entre 92 y 99 mm. Su peso corporal varía entre 444 y 632 g. Los juveniles son muy parecidos a los adultos, solo que de menor tamaño y el blanco de su plumaje es un poco más grisáceo.

## Filogenia
No se conoce mucho sobre la relación de P. pileatus con los otros pertenecientes de la familia Ardeidae debido a que no se la ha tomado en cuenta en los análisis genéticos. Mediante lo poco que se sabe se cree que la especie más cercana viviente es la garza chiflona (Syrigma sibilatrix).

## Distribución
Es una especie endémica del neotrópico y casi exclusiva de la amazonía. Se distribuye en Bolivia, Brasil, Colombia, Ecuador, Guayana Francesa, Panamá, Paraguay, Perú, Suriname y Venezuela. Habita en tierras bajas hasta los 900 m. En Venezuela solo se encuentran hasta los 500 m de elevación, y en Ecuador hasta los 400 m. Aunque no se han registrado migraciones, y se cree que es una especie residente, se sospecha movimiento estacional en Darien, Panamá.

## Hábitat
La garza pileada habita principalmente pantanos y pequeños arroyos en praderas y bosques húmedos, aunque en ocasiones puede aventurarse a ríos y a estanques más profundos. Se alimentan en la orilla de cuerpos de agua o en la vegetación flotante. También han sido observadas en fosas de plantaciones de café y en campos inundados de arroz.

## Alimentación
La garza pileada se alimenta normalmente de peces, pero también puede cazar larvas e insectos acuáticos, ranas y renacuajos. Los peces que son parte de su dieta tienden a medir entre 1 y 5 cm. Los insectos suelen ser cazados entre la vegetación que rodea el cuerpo de agua. Para cazar normalmente se mantiene firme observado las posibles presas. Al momento de encontrar una presa la garza pileada se agacha y extiende su cuello. Finalmente introduce al agua su pico con gran velocidad para atrapar a la presa. Tienen una frecuencia de éxito del 23%. También pueden realizar la misma secuencia de caza pero caminando a lo largo del cuerpo de agua, en vez de paradas. Durante este método de caza caminan lentamente realizando paradas, durante unos segundos. Existen reportes de individuos realizando otros tipos de caza como aérea, picoteos, chapoteo con los pies o nadando, aunque estas no son muy comunes. Normalmente se mueven entre distintos cuerpos de agua cazando en cada uno de estos. Se cree que la especie prefiere cazar durante el crepúsculo, pero igual existen registros de esta cazando durante el día. La caza la realizan de forma solitaria.

## Comportamiento

### Territorialidad
Se cree que son altamente territoriales y que cada individuo posee sus zonas de caza. Una vez localizada la zona de casa de un individuo se lo puede observar ir a cazar durante semanas. Existe un registro de un individuo persiguiendo a otro de forma agresiva hasta que este se alejara del cuerpo de agua y se posará en una rama en la parte alta de un árbol.

### Comportamiento intraespecífico e interespecífico
La garza pileada se halla normalmente de forma solitaria, aunque existen casos en que se las puede observar en parejas o hasta grupos de cuatro individuos. En cuanto a su relación con otras especies se la ha encontrado junto a otras garzas o garcetas como la garceta nívea (Egretta thula), el corocoro rojo (Eudocimus ruber), la garza blanca (Ardea alba) y la garcita azulada (Butorides striatus). Se cree que la garza pileada es dominante sobre la garceta nívea y la garcita azulada, y submisa ante la garza blanca.

## Reproducción
No se conoce mucho sobre la reproducción de esta especie. Se cree que la especie pone dos huevos y que fabrica sus nidos en ramas de árboles bajos. Mediante observaciones realizadas a individuos en cautiverio de Miami se estimó que ponen entre 2 y 4 huevos, y estos son incubados entre 26 y 27 días. Sin embargo ninguna cría len cautiverio logró sobrevivir. Esto puede ser debido a la dieta o los comportamientos anormales de los padres.

## Conservación
La especie se encuentra clasificada en la categoría de preocupación menor (LC) por la organización BirdLife International. La garza pileada no entra en la categoría de vulnerable (VU) por su gran extensión que no cumple los criterios (extensión de ocurrencia < 20 000 km² combinado con una declinación o fluctuación de su rango de vida, extensión/calidad de hábitat, o tamaño poblaciónal y reducido número de locaciones o severa fragmentación). No se conoce la tendencia de la población, pero se cree que no está disminuyendo lo suficientemente rápido como para entrar en el criterio de tendencia de población de la categoría vulnerable (>30% de disminución de la población en los últimos 30 años o en las últimas tres generaciones). Tampoco se conoce el tamaño de la población pero no se cree que entra bajo este criterio de la categoría (< 10 000 individuos maduros con una disminución continua de >10% por los siguientes 10 años o 3 generaciones). Sin embargo, esta especie ocurre en densidades poblacionales bajas y es considerada como “rara” en Ecuador, Colombia, Venezuela y Panamá.
Actualmente parece que no existen amenazas graves hacia esta especie, ya que se adapta bien a las construcciones creadas por el humano. Se ha encontrado que han empezado a habitar algunas piscinas a los lados de la Rodovia Transamazônica en Brasil. Sin embargo puede que en el futuro les afecte la contaminación de los cuerpos de agua de donde se alimentan y la tala de bosques para siembra de pastizales.